# Incertella indica
Incertella indica är en tvåvingeart som först beskrevs av Cherian 1973.  Incertella indica ingår i släktet Incertella och familjen fritflugor. Inga underarter finns listade i Catalogue of Life.